# Dienen
Dienen ist ein Lied des deutschen Popduos Ich + Ich. Das Stück ist die dritte Singleauskopplung aus ihrem Debütalbum Ich + Ich.

## Entstehung und Artwork
Getextet und komponiert wurde das Lied von Ich-+-Ich-Mitglied Annette Humpe. Diese zeichnete, zusammen mit Florian Fischer, Sebastian Kirchner und Adel Tawil, auch für die Produktion verantwortlich. Gemischt wurde die Single in den Berliner Tritonus Studios, unter der Leitung von Olaf Opal und seinem Assistenten Oliver Zülch. Die Aufnahmen fanden in den Berliner Tonstudios Aquarium und Keller, unter der Leitung von Florian Fischer, Sebastian Kirchner und Adel Tawil statt.
Auf dem Frontcover der Single sind – neben Künstlernamen und Liedtitel – eine mit Wasserfarben gemalte blaue Krone mit Schwan, Blume, Fische und Sonne in ihr zu sehen.

## Veröffentlichung
Die Erstveröffentlichung von Dienen erfolgte als Teil von Ich + Ichs selbstbetitelten Debütalbum am 18. April 2005. Zweieinhalb Monate später erschien es als dritte Singleauskopplung am 1. August 2005. Diese erschien als Maxi-Single auf CD mit den B-Seiten Du erinnerst mich an Liebe, Das Leben rast vorbei und Dadadada. Die Single wurde durch Polydor veröffentlicht und durch die Universal Music Group vertrieben. Verlegt wurde das Lied durch Humpes Ambulanz Musikverlag.

## Inhalt
Der Liedtext zu Dienen ist in deutscher Sprache verfasst. Die Musik und Text wurden von Annette Humpe geschrieben beziehungsweise komponiert. Musikalisch bewegt sich das Stück im Bereich der Popmusik.
Das Lied beginnt mit dem Begleitgesang Humpes, die auch einzelne Strophen interpretiert. Der Refrain wird von Tawil gesungen. In dem Lied geht es um eine Person, die irgendwann sich verlieben wird in einen weicheren und zärteren Menschen, welchem er dann dienen wird.

„Auch du wirst irgenwann jemandem dienen,

jemand der weicher ist und zärter als du.“

## Musikvideo
Wie die beiden vorangegangene Single Du erinnerst mich an Liebe und die nachfolgende Single Umarme mich besteht auch dieses Musikvideo größtenteils aus einer Comicanimation. Ein Mops in Menschgestalt sitzt auf dem Sofa vor dem Fernseher. Die Gesamtlänge des Videos ist 3:42 Minuten. Regie führte Alexander Gellner.

## Mitwirkende
| Liedproduktion - Florian Fischer: Musikproduzent, Tonmeister - Annette Humpe: Begleitgesang, Keyboard, Komponist, Liedtexter, Musikproduzent - Sebastian Kirchner: Gitarre, Musikproduzent, Tonmeister - Olaf Opal: Abmischung, Koproduzent - Adel Tawil: Gesang, Musikproduzent, Tonmeister - Oliver Zülch: Abmischung Musikvideo - Alexander Gellner: Regisseur | Unternehmen - Aquarium: Tonstudio - Ambulanz Musikverlag: Verlag - Keller: Tonstudio - Polydor: Musiklabel - Tritonus Studios: Abmischung - Universal Music Group: Vertrieb |

## Charts und Chartplatzierungen
Dienen stieg am 15. August 2005 auf Rang 20 der deutschen Singlecharts ein und erreichte drei Wochen später mit Rang sieben seine beste Platzierung am 5. September 2005. Das Lied konnte sich bis zur Chartwoche vom 16. Dezember 2005 für 19 Wochen in den Top 100 platzieren, vier davon in den Top 10. 2005 belegte Dienen Rang 61 der deutschen Single-Jahrescharts. In Österreich stieg die Single am 14. August 2005 auf Rang 38 ein und erreichte am 9. Oktober 2005 mit Rang 20 seine beste Chartnotierung. Das Lied platzierte sich 20 Wochen in den Charts, letztmals am 23. Dezember 2005.
Für Ich + Ich ist avancierte Dienen nach Geht’s dir schon besser? und Du erinnerst mich an Liebe zum dritten Charthit in Deutschland sowie nach Du erinnerst mich an Liebe zum zweiten in Österreich. In Deutschland wurde es nach Du erinnerst mich an Liebe zum zweiten Top-10-Hit.
Humpe erreichte in ihrer Produzententätigkeit zum 23. Mal die deutschen sowie zum zwölften Mal die österreichischen Charts. Als Autorin ist es ihr 20. Charthit in Deutschland sowie der achte in Österreich. Als Produzentin ist es ihr siebter Top-10-Hit in Deutschland sowie der vierte nach Codo … düse im Sauseschritt (DÖF), (Du mußt ein) Schwein sein (Die Prinzen) und Du erinnerst mich an Liebe in ihrer Autorenfunktion. Tawil erreichte nach Geht’s dir schon besser?, Du erinnerst mich an Liebe und Das alles ändert nicht daran (Maya Saban + Cosmo Klein) zum vierten Mal die deutschen Singlecharts als Produzent sowie zum dritten Mal nach Du erinnerst mich an Liebe und Das alles ändert nicht daran in Österreich. Als Produzent ist es nach Du erinnerst mich an Liebe sein zweiter Top-10-Hit in Deutschland.
| ChartsChartplatzierungen | Höchstplatzierung | Wochen |
| ------------------------ | ----------------- | ------ |
| Deutschland (GfK)        | 7 (19 Wo.)        | 19     |
| Österreich (Ö3)          | 20 (20 Wo.)       | 20     |

| ChartsJahrescharts (2005) | Platzierung |
| ------------------------- | ----------- |
| Deutschland (GfK)         | 61          |